# Mäusbach (Hafenlohr)
Der Mäusbach ist ein linker Zufluss der Hafenlohr im Landkreis Aschaffenburg im bayerischen Spessart.

## Geographie

### Verlauf

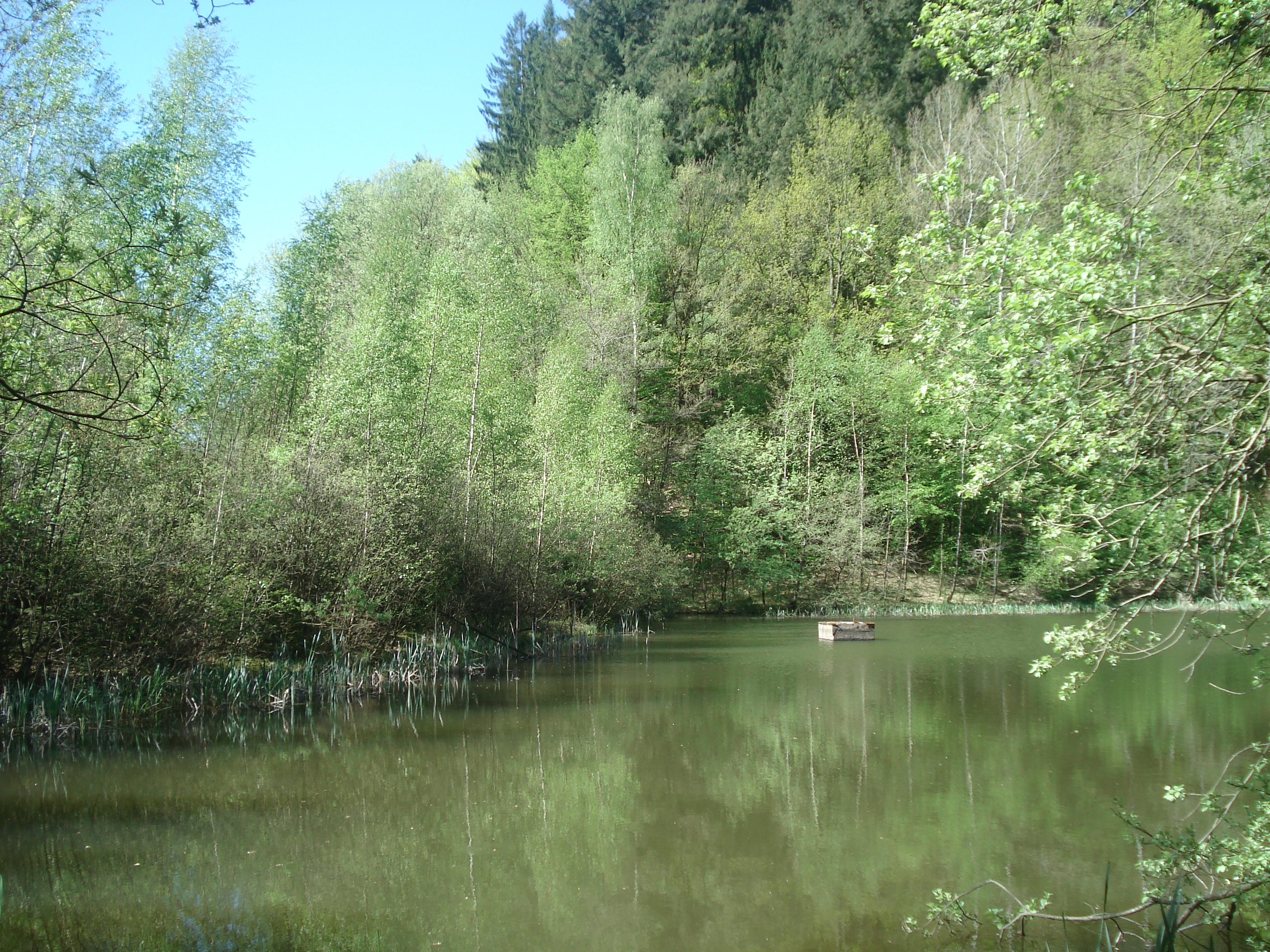
Der Eichensee

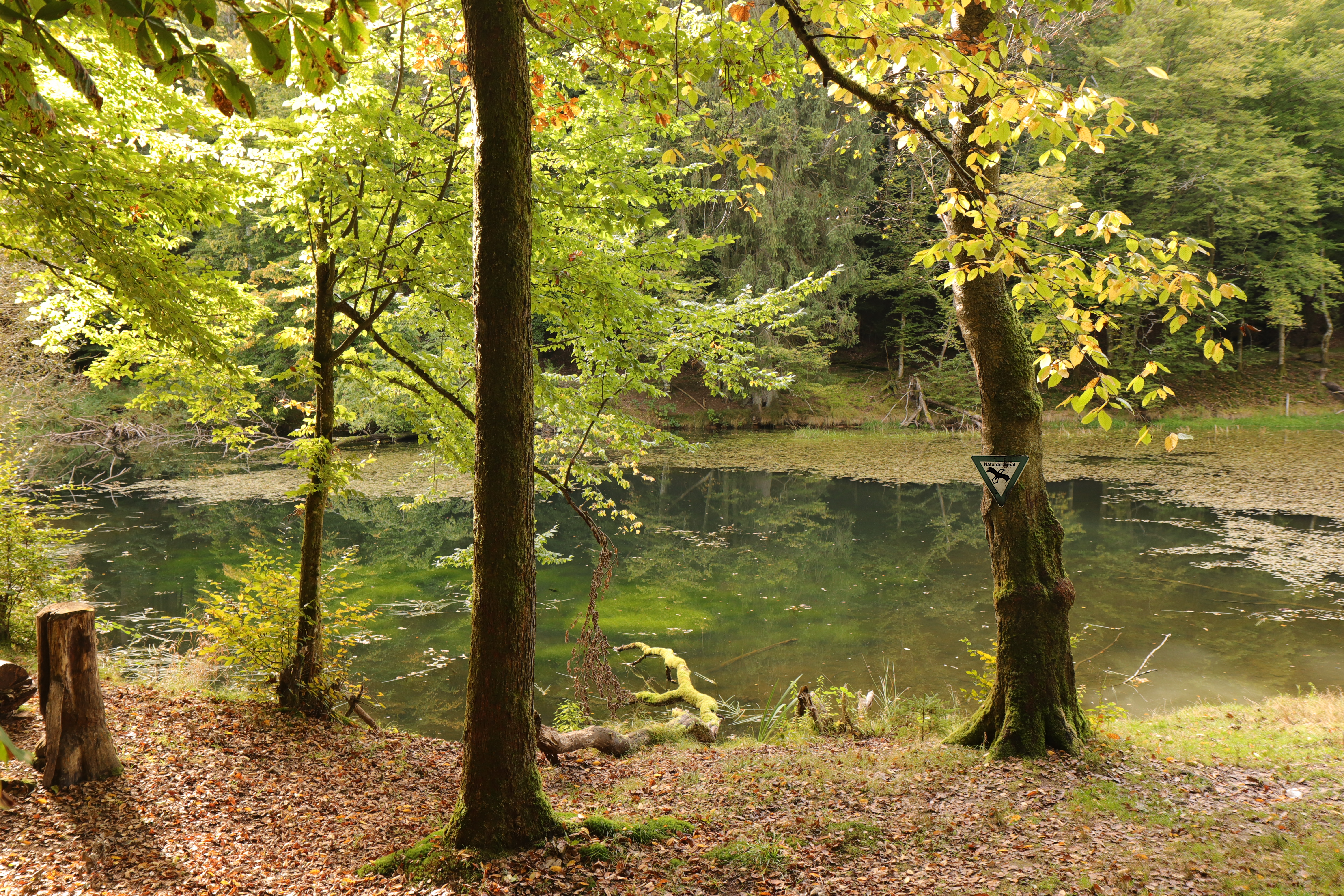
Der Bomigsee

Der Mäusbach entspringt im Bömiggrund östlich von Rothenbuch, im Rothenbucher Forst, zwischen dem Hengstkopf (506 m) und dem Lohrer Berg (463 m). Er verläuft in südöstliche Richtung und durchfließt den als Naturdenkmal ausgewiesenen Bomigsee. Dieser wurde für die Holztrift angelegt. Der Mäusbach erreicht im weiteren Verlauf die Rothenbucher Gemeindegrenze. Dort speist er einen weiteren ehemaligen Triftweiher, den Eichensee. Er unterquert die die Straße AB6 und mündet westlich von Lichtenau im Naturschutzgebiet Hafenlohrtal in die Hafenlohr.

### Flusssystem Hafenlohr
- Liste der Fließgewässer im Flusssystem Hafenlohr

## Einzelnachweise

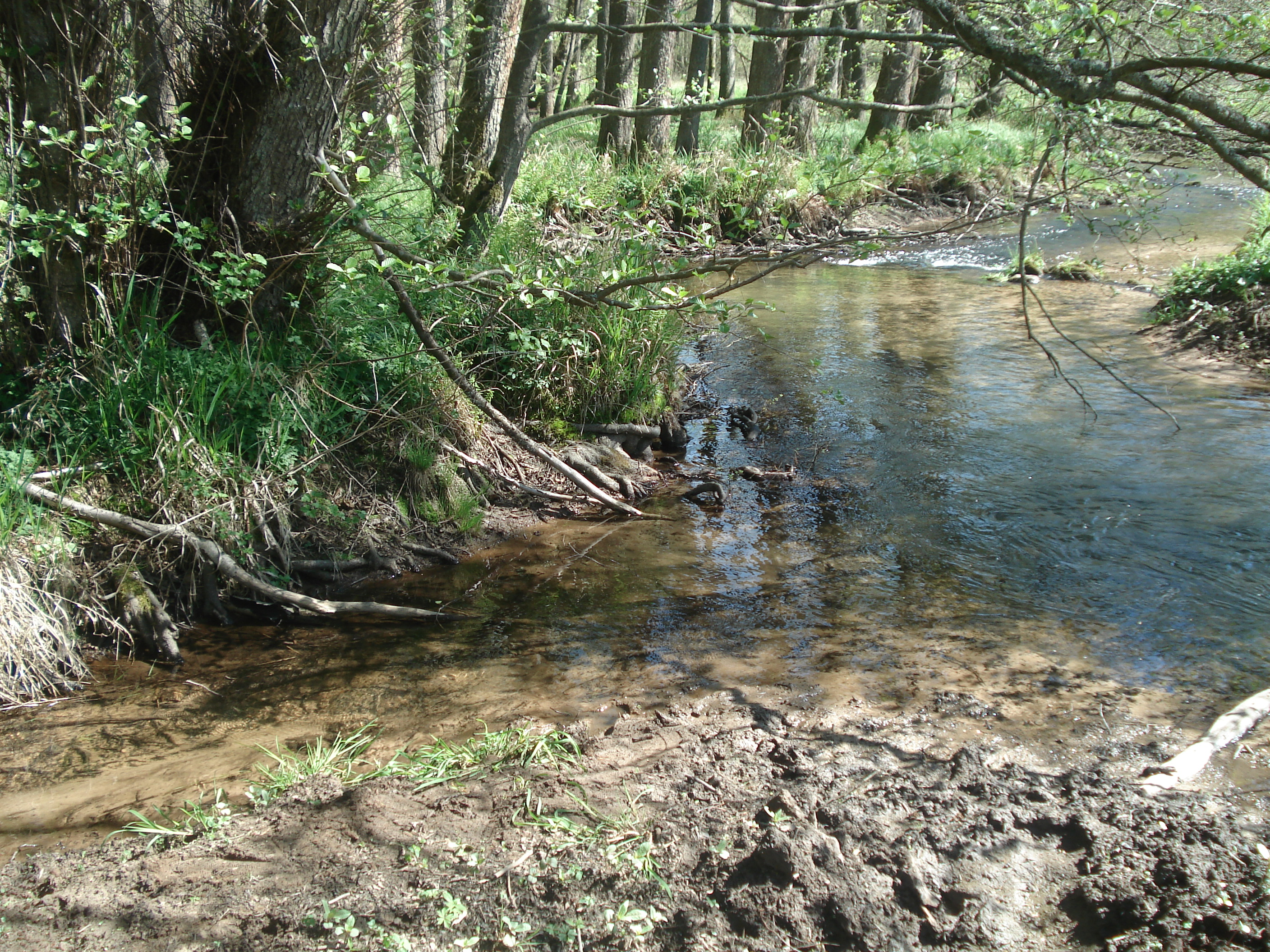
Der Mäusbach (vorne links) mündet in die Hafenlohr (von rechts nach hinten rechts)